# سیمیا

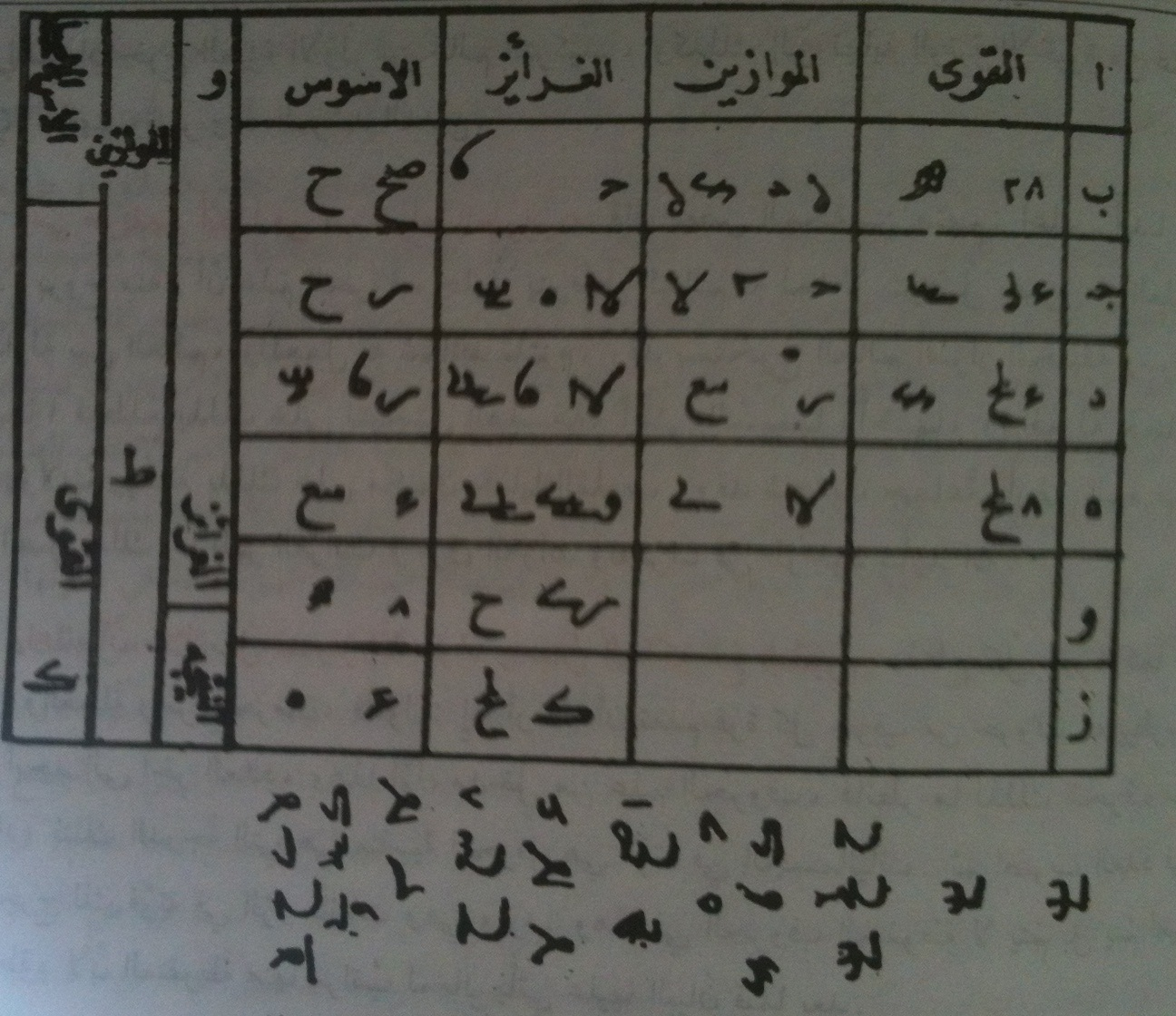
سیمیا

سیمیا یکی از گونه‌های علوم خفیه یا علوم غریبه است. موضوع بحثش هماهنگ ساختن و خلط کردن قوای ارادی با قوای مخصوص مادی است برای دستیابی و تحصیل قدرت در تصرفات عجیب و غریب در امور طبیعی که یکی از اقسام آن تصرف در خیال مردم است، که آن را سحر دیدگان می‌نامند، و این فن از تمامی فنون سحر مسلم‌تر و صادق‌تر است.
از کلمات برخی استفاده می‌شود که سیمیاگران با کنار هم گذاشتن حروف و ترکیب اسمها و کلمات، در مخیله افراد تصرف می‌کنند و صورتهای خیالی را در ذهن آنان به گونه ای ترسیم می‌کنند که گویی واقعیت خارجی دارند؛ در حالی که صرفاً خیال است و واقعیتی در خارج وجود ندارد. در حقیقت، آنچه افراد به واسطه آن در بیداری می‌بینند شبیه آن چیزی است که انسان در خواب می‌بیند.
مستفاد از کلمات برخی دیگر این است که ایجاد صورت‌های تخیلی بخشی از سیمیا می‌باشد و بخش دیگر آن واقعی است؛ از این رو، برخی سیمیا را این گونه تعریف کرده‌اند: دانشی که از آمیختن قوای ارادی با قوای خاص مادی برای دستیابی به تصرفات شگفت‌آور در امور طبیعی بحث می‌کند؛ که نوعی از آن تصرف در خیال است و «حَسْرُ العُیون» نامیده می‌شود.
کسانی که به وجود راز در حروف باور دارند حروف را دارای چهار سرشت آتشی، آبی، هوایی و خاکی می‌دانند و بر این باورند که این سرشت‌ها در حروف و نام‌ها روان هستند و با آنها می‌توان در جهان طبیعت تأثیر گذاشت. همچنین در قدیم مردمان حروف (عربی) را به چهار دسته هفت حرفی آبی، آتشی، خاکی و بادی تقسیم می‌کردند. حرف س اسم رمزی در دستورها این علوم است.
قدمت این علوم به هزاران سال قبل می‌رسد و نمونه تاریخی آن در جنگ اسکندر مقدونی با ایرانیان هخامنشی در دیوان اسکندرنامه نظامی آورده شده‌است: وقتی اسکندر به اصفهان رسید و آتشکده‌ها را از وجود مغان پاک کرد، مردم از جور اژدهایی که در آتشکده سکنا داشت، به ستوه آمدند و از اسکندر کمک خواستند. اما به جای آنکه اسکندر اژدها را نابود کند، از بلیناس کمک گرفت؛ زیرا او بر این باور بود که این اژدها محصول جادوست و فقط بلیناس راه نابودی آن را می‌داند و بلیناس با سداب جادوی اژدها را که دختری به نام آذرهمایون بود، از بین برد و از آن دختر خواستگاری نمود.